# Чигириновка (Павлодарская область)
Чигириновка (каз. Чигириновка) — село в Щербактинском районе Павлодарской области Казахстана. Административный центр Чигириновского сельского округа. Расположено в 67 км к югу от районного центра — села Шарбакты и в 100 км к юго-востоку от областного центра — города Павлодара, на высоте 152 метров над уровнем моря. Код КАТО — 556865100.

## История
Село было основано в 1911 году на урочище у озера Нияз и названо от слова «чигирь» — колесо у колодца для подачи воды.
В селе находилась центральная усадьба бывшего овцеводческого совхоза «Чигириновский», образованного в 1961 году на базе колхозов «40 лет Октября» и имени Ворошилова.

## Население
В 1985 году в селе проживало 1442 человек. В 1999 году численность населения села составляла 1035 человек (529 мужчин и 506 женщин). По данным переписи 2009 года, в селе проживало 538 человек (272 мужчины и 266 женщин).

## Известные уроженцы
- Иван Матвеевич Медведев (1921—1981) — старший сержант, участник Великой Отечественной войны, Герой Советского Союза (1943), лишённый всех званий и наград в связи с осуждением.